# Цитрус Парк (Аризона)
Цитрус Парк (енгл. Citrus Park) насељено је место без административног статуса у америчкој савезној држави Аризона.

## Демографија
По попису из 2010. године број становника је 4.028.
| Група             | 2000.    | 2010.         |
| Белци             | 0 (0,0%) | 3.101 (77,0%) |
| Афроамериканци    | 0 (0,0%) | 69 (1,7%)     |
| Азијати           | 0 (0,0%) | 59 (1,5%)     |
| Хиспаноамериканци | 0 (0,0%) | 722 (17,9%)   |
| Укупно            | 0        | 4.028         |